# Pârscov (gmina)
Pârscov – gmina w Rumunii, w okręgu Buzău. Obejmuje miejscowości Bădila, Curcănești, Lunca Frumoasă, Oleșești, Pârjolești, Pârscov, Robești, Runcu, Târcov, Tocileni, Trestieni i Valea Purcarului. W 2011 roku liczyła 5654 mieszkańców.